# FC 톰 톰스크
FC 톰 톰스크(러시아어: Футбольный клуб Томь Томск)는 러시아의 축구 클럽으로, 시베리아 연방관구의 톰스크를 연고지로 삼고 있다. 클럽은 1957년에 창단되었다.
러시아 리그가 생긴 1992년에 러시아 1부 리그 동부 지역에 참가하여 다음 시즌에 2부 리그로 강등되었고, 네 시즌만인 1997시즌에 우승으로 승격하였다. 1부 리그로 승격한 지 일곱 시즌 만인 2004시즌에 리그 2위를 하면서 프리미어리그로 승격하였고, 2013-14 시즌을 리그 13위로 마치며 다시 강등되었다. 클럽의 최고 성적은 2006시즌의 리그 8위이다.

## 명칭의 변화
창단된 이래로 클럽 이름에는 많은 변화가 있었다.
- 1957 - Burevestnik
- 1958 - Tomich
- 1959~1960 - Sibelektromotor
- 1961~1963 - Tomich
- 1964~1967 - Torpedo
- 1968~1973 - Tomles
- 1974~1978 - Torpedo
- 1979~1987 - Manometr
- 1988~현재 - Tom

## 역대 감독
| 감독                  | 임기        |
| --------------------- | ----------- |
| 발레리 네폼냐시       | 2008 ~ 2011 |
| 발레리 네폼냐시       | 2014 ~ 2016 |
| 알렉산드르 케르자코프 | 2020 ~      |

## 역대 성적
- 러시아 2부 리그 : 1

1997